# Stanisław Tym

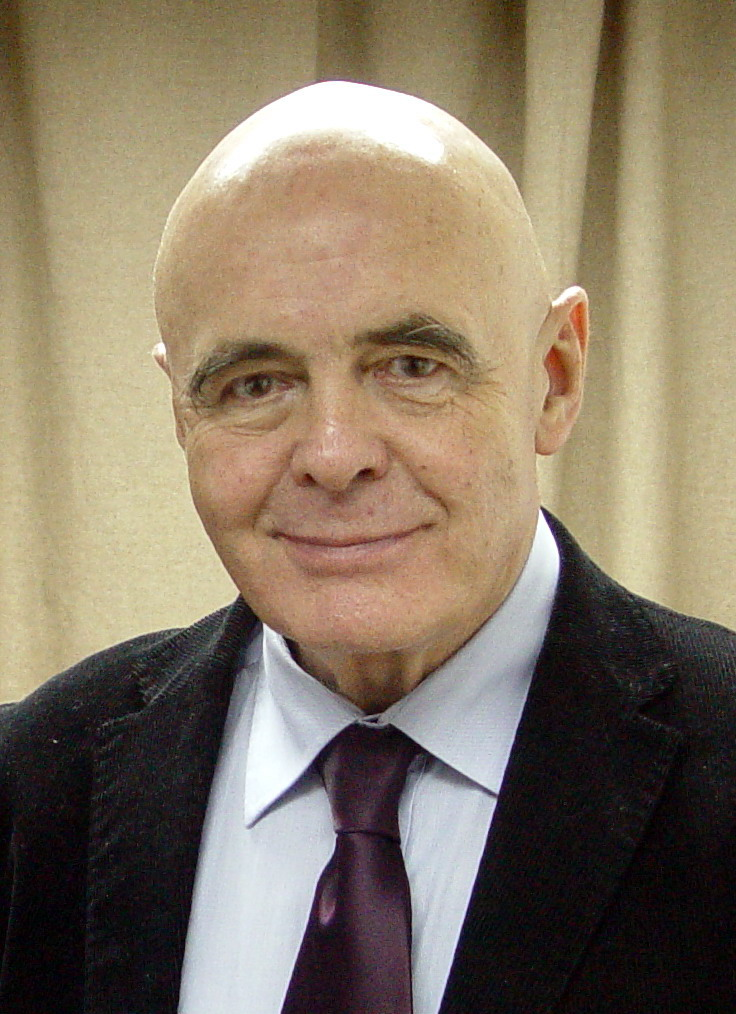
Stanisław Tym

Stanisław Aleksy Tym (* 17. Juli 1937 in Małkinia Górna; † 6. Dezember 2024 in Warschau) war ein polnischer Satiriker, Schauspieler, Regisseur und Autor.

## Leben
In den 1950er Jahren studierte Tym in Warschau Chemie und erhielt Schauspielunterricht an der Staatlichen Schauspielschule PWST. Schon als Student schrieb er satirische Texte und trat auf Studentenkabarettbühnen auf. Von 1960 bis 1972 war er Schauspieler, Autor und Regisseur der Kabarettbühne Studencki Teatr Satyryków (STS). Von 1984 bis 1986 war er Direktor des Theaters in Elbląg. 
Neben zahlreichen komödiantischen Theatertexten und Sketchen schrieb Tym Drehbücher für Stanisław Bareja und trat bereits in den 1960er Jahren in Filmen auf. Eine seiner legendären Rollen erhielt er von Marek Piwowski in dessen Kultfilm Rejs. Seinen ersten Film als Drehbuchautor schuf er für Bareja 1976 unter dem Pseudonym Andrzej Kill. 1981 schrieb er den satirischen Kultfilm Miś. Er selbst übernahm die Hauptrolle des Ryszard Ochódzki. 1991 schrieb er ein weiteres Drehbuch über die satirische Figur Ryszard Ochódzki und 2007 folgte mit dem Film Ryś ein dritter Teil. Bei Ryś übernahm Tym auch die Regie.
Stanisław Tym schrieb außerdem Kolumnen in der Wochenzeitschrift Wprost, wechselte aber vor den Parlamentswahlen in Polen 2007 zur Wochenzeitschrift Polityka.

## Filmografie (Auswahl)
- 1962: Morgen: Premiere (Jutro premiera)
- 1965: Walkover (Walkower)
- 1966: Barriere (Bariera)
- 1970: Die schwarze Fontäne (Dziura w ziemi)
- 1970: Rejs – Der Ausflug (Rejs)
- 1973: Ungewöhnliche Karriere (Poszukiwany, poszukiwana)
- 1976: Die Schattenlinie (Smuga cienia)
- 1978: Was tust du mir, wenn du mich fängst? (Co mi zrobisz, jak mnie złapiesz)
- 1980: Miś